# 45e session du Comité du patrimoine mondial
La 45e session du Comité du patrimoine mondial a lieu du 10 au 25 septembre 2023 à Riyad, en Arabie saoudite.

## Contexte
La 45e session doit à l'origine se tenir du 19 au 30 juin 2022 à Kazan, en Russie, mais, en conséquence de l'invasion de l'Ukraine par la Russie, elle est reportée à une date ultérieure. Le Comité du patrimoine mondial décide le 15 janvier 2023 de confier l'organisation à l'Arabie saoudite.
La précédente session avait elle aussi été reportée d'une année, à cause de la pandémie de Covid-19.

## Statistiques
La 45e session conduit à l'inscription de 42 nouveaux biens (33 culturels et 9 naturels), ainsi qu'à l'extension de 5 biens déjà inscrits : un nombre important, le Comité du patrimoine mondial examinant des propositions datant de 2022 et 2023, la session de l'année précédente ayant été reportée. Un bien est placé sur la liste du patrimoine en péril, tandis que deux autres biens la quittent.
La 18e session extraordinaire, fin 2022, ayant levé le moratoire concernant l'évaluation des sites de mémoire associés à des conflits récents (mis en place après l'inscription du camp d'extermination d'Auschwitz en 1979), le Comité décide de l'inscription de trois de ces biens : les sites funéraires et mémoriels de la Première Guerre mondiale (Belgique et France), le musée de l'ESMA (Argentine) et les sites mémoriaux du génocide (Rwanda).

## Nouveaux biens
Les sites suivants sont inscrits au patrimoine mondial :
| Id.  | Bien | Pays                                 | Critères et notes | Superficie (ha) | Coordonnées                          | Photo |
| ---- | --- | ------------------------------------ | --- | --------------- | ------------------------------------ | ----- |
| 1687 | Ancien Jéricho/Tell es-Sultan                                                                             | Palestine                            | Culturel, (iii), (iv) | 22,53           | 31° 52′ 17″ nord, 5° 26′ 39″ est     |       |
| 1686 | Anticosti                                                                                                 | Canada                               | Naturel, (viii) | 18 240          | 49° 32′ 20″ nord, 63° 14′ 42″ ouest  |       |
| 1693 | Déserts turaniens à hiver froid                                                                           | Kazakhstan Ouzbékistan Turkménistan  | Naturel, (ix), (x) Comprend 14 sites distincts.                                                                                          | 3 368 741       | 44° 01′ 34″ nord, 79° 02′ 02″ est    |       |
| 1640 | Djerba : témoignage d'un mode d'occupation d'un territoire insulaire                                      | Tunisie                              | Culturel, (v) |                 | 33° 47′ 31″ nord, 11° 00′ 14″ est    |       |
| 1670 | Ensembles sacrés des Hoysala                                                                              | Inde                                 | Culturel, (i), (ii), (iv) Comprend 3 temples distincts : Chennakeshava (en), Hoysaleśvara et Keshava                                     | 10,47           | 13° 12′ 43″ nord, 75° 59′ 38″ est    |       |
| 1660 | Forteresses circulaires de l'âge des Vikings                                                              | Danemark                             | Culturel, (iii), (iv) Comprend 5 sites distincts : Aggersborg, Fyrkat, Nonnebakken, Trelleborg et Borgring (da)                          | 51              | 56° 59′ 42″ nord, 9° 15′ 18″ est     |       |
| 1669 | Gordion                                                                                                   | Turquie                              | Culturel, (iii) | 1 064           | 39° 39′ 18″ nord, 31° 59′ 38″ est    |       |
| 1692 | Karst et grottes évaporitiques de l'Apennin du Nord                                                       | Italie                               | Naturel, (viii) Comprend 9 sites distincts.                                                                                              | 3 680           | 44° 22′ 48″ nord, 10° 23′ 20″ est    |       |
| 1661 | Kaunas, ville moderniste : une architecture de l'optimisme, 1919-1939                                     | Lituanie                             | Culturel, (iv) | 451,6           | 54° 53′ 49″ nord, 23° 55′ 44″ est    |       |
| 1667 | Koh Ker : site archéologique de l'ancienne Lingapura ou Chok Gargyar                                      | Cambodge                             | Culturel, (ii), (iv) | 1 187,61        | 13° 46′ 59″ nord, 104° 32′ 13″ est   |       |
| 1569 | La Maison Carrée de Nîmes                                                                                 | France                               | Culturel, (iv) | 0,0474          | 43° 50′ 17″ nord, 4° 21′ 22″ est     |       |
| 1662 | La ville ancienne de Si Thep et ses monuments de Dvaravati associés                                       | Thaïlande                            | Culturel, (ii), (iii) | 866,471         | 15° 27′ 58″ nord, 101° 09′ 04″ est   |       |
| 1671 | L'axe cosmologique de Yogyakarta et ses monuments historiques emblématiques                               | Indonésie                            | Culturel, (ii), (iii) | 42,22           | 7° 48′ 04″ sud, 110° 21′ 54″ est     |       |
| 1668 | Le caravansérail persan                                                                                   | Iran                                 | Culturel, (ii), (iii) Comprend 54 sites distincts                                                                                        | 27,77           | 35° 03′ 29″ nord, 51° 25′ 12″ est    |       |
| 1641 | Le paysage culturel du pays gedeo                                                                         | Éthiopie                             | Culturel, (iii), (v) | 26 920          | 6° 14′ 56″ nord, 38° 17′ 17″ est     |       |
| 1696 | Le paysage culturel du peuple Khinalug et la route de transhumance « Köç Yolu »                           | Azerbaïdjan                          | Culturel, (iii), (v) | 44 829,41       | 40° 42′ 22″ nord, 48° 53′ 06″ est    |       |
| 1689 | Les ouvrages en terre cérémoniels Hopewell                                                                | États-Unis                           | Culturel, (i), (iii) 8 sites distincts.                                                                                                  | 561,8           | 40° 03′ 11″ nord, 82° 26′ 46″ ouest  |       |
| 1567 | Les sites funéraires et mémoriels de la Première Guerre mondiale (Front Ouest)                            | Belgique France                      | Culturel, (iii), (iv), (vi) Comprend 139 sites distincts (43 en Belgique et 96 en France)                                                |                 |                                      |       |
| 692  | Massif Forestier d'Odzala-Kokoua                                                                          | République du Congo                  | Naturel, (ix), (x) | 1 179 376       | 1° 20′ 10″ nord, 14° 51′ 36″ est     |       |
| 1621 | Monuments des pierres à cerfs et sites associés de l'âge du bronze                                        | Mongolie                             | Culturel, (i), (iii) Comprend 4 sites distincts                                                                                          | 9 768,03        | 47° 44′ 35″ nord, 101° 13′ 34″ est   |       |
| 1694 | Mosquées hypostyles en bois de l’Anatolie médiévale                                                       | Turquie                              | Culturel, (ii), (iv) Comprend 5 sites distincts.                                                                                         | 0,61            | 38° 45′ 18″ nord, 30° 31′ 48″ est    |       |
| 1681 | Musée et lieu de Mémoire de l'ESMA - Ancien centre clandestin de détention, de torture et d'extermination | Argentine                            | Culturel, (vi) | 0,907           | 34° 32′ 13″ sud, 58° 27′ 54″ ouest   |       |
| 1678 | Observatoires astronomiques de l'université fédérale de Kazan                                             | Russie                               | Culturel, (ii), (iv) Comprend les observatoires de l'université de Kazan (ru) et texte=V. P. Engelgardt                                  | 19,02           | 55° 47′ 28″ nord, 49° 07′ 08″ est    |       |
| 1663 | Parc archéologique national Tak'alik Ab'aj                                                                | Guatemala                            | Culturel, (ii), (iii) | 14,88           | 14° 37′ 26″ nord, 91° 43′ 41″ ouest  |       |
| 1697 | Parc national de Nyungwe                                                                                  | Rwanda                               | Naturel, (x) | 101 963,67      | 2° 33′ 18″ sud, 29° 14′ 49″ est      |       |
| 111  | Parc national des monts Balé                                                                              | Éthiopie                             | Naturel, (vii), (x) | 215 000         | 6° 40′ 01″ nord, 39° 40′ 01″ est     |       |
| 1656 | Patrimoine médiéval juif d'Erfurt                                                                         | Allemagne                            | Culturel, (iv) Comprend 3 édifices distincts : vieille synagogue, mikvé (de) et maison de pierre                                         |                 | 50° 58′ 44″ nord, 11° 01′ 44″ est    |       |
| 1665 | Paysage culturel des forêts anciennes de théiers de la montagne Jingmai à Pu'er (zh)                      | Chine                                | Culturel, (ii), (v) | 7 167,89        | 22° 11′ 02″ nord, 100° 00′ 29″ est   |       |
| 1695 | Paysage culturel de Zagori                                                                                | Grèce                                | Culturel, (v) | 41 109          | 39° 54′ 18″ nord, 20° 49′ 12″ est    |       |
| 1683 | Planétarium Eisinga de Franeker                                                                           | Pays-Bas                             | Culturel, (iv) |                 | 53° 11′ 13″ nord, 5° 32′ 38″ est     |       |
| 1675 | Routes de la soie : corridor de Zeravchan-Karakoum                                                        | Ouzbékistan Tadjikistan Turkménistan | Culturel, (ii), (iii), (v) Comprend 34 sites distincts (16 en Ouzbékistan, 9 au Tadjikistan, 8 au Turkménistan)                          | 669,679         | 39° 26′ 28″ nord, 69° 41′ 10″ est    |       |
| 1375 | Santiniketan                                                                                              | Inde                                 | Culturel, (iv), (vi) | 36              | 23° 40′ 52″ nord, 87° 41′ 06″ est    |       |
| 1680 | Site archéologique de Jodensavanne : établissement de Jodensavanne et cimetière de Cassipora Creek (nl)   | Suriname                             | Culturel, (iii) | 24,8            | 5° 25′ 52″ nord, 54° 58′ 59″ ouest   |       |
| 1528 | Sites préhistoriques de la Minorque talayotique                                                           | Espagne                              | Culturel, (iii), (iv) Comprend 9 sites distincts.                                                                                        | 3 527           | 39° 59′ 53″ nord, 3° 54′ 32″ est     |       |
| 1586 | Sites mémoriaux du génocide : Nyamata, Murambi, Gisozi et Bisesero                                        | Rwanda                               | Culturel, (vi) Comprend 4 sites distincts.                                                                                               | 24,65           | 2° 27′ 22″ nord, 29° 34′ 05″ est     |       |
| 1564 | Tr'ondëk–Klondike                                                                                         | Canada                               | Culturel, (iv) | 334,54          | 64° 03′ 00″ nord, 139° 26′ 24″ ouest |       |
| 1666 | Tumuli de Gaya                                                                                            | Corée du Sud                         | Culturel, (iii) Comprend 7 sites distincts                                                                                               | 189             | 35° 14′ 13″ nord, 128° 52′ 26″ est   |       |
| 1699 | ‘Uruq Bani Ma’arid                                                                                        | Arabie saoudite                      | Naturel, (vii), (ix) | 1 276 500       | 19° 21′ 50″ nord, 45° 35′ 53″ est    |       |
| 1658 | Vieille ville de Kuldīga                                                                                  | Lettonie                             | Culturel, (v) | 88,85           | 56° 58′ 05″ nord, 21° 58′ 19″ est    |       |
| 1657 | Volcans et forêts de la Montagne Pelée et des pitons du nord de la Martinique                             | France                               | Naturel, (viii), (x) Comprend 2 sites : massifs de la montagne Pelée et du mont Conil, et massifs des pitons du Carbet et du morne Jacob | 13 980          | 14° 49′ 23″ nord, 61° 10′ 34″ ouest  |       |
| 1558 | Žatec et le paysage du houblon Saaz (en)                                                                  | Tchéquie                             | Culturel, (iii), (iv), (v) | 593,97          | 50° 19′ 30″ nord, 13° 32′ 42″ est    |       |

## Extensions
Les biens suivants voient leurs limites étendues de façon significative :
| Identifiant | Bien                                             | Pays             | Notes | Coordonnées                   | Photo |
| ----------- | ------------------------------------------------ | ---------------- | --- | ----------------------------- | ----- |
| 1031        | Centre historique de Guimarães et zone du Couros | Portugal         | Le bien initial, inscrit en 2001, ne comprenait que le centre historique de Guimarães ; il est étendu à la zone du Couros et renommé en conséquence | 41° 26′ 28″ N, 8° 17′ 42″ O   |       |
| 494         | Les forêts sèches de l'Andrefana                 | Madagascar       | Le bien initial, inscrit en 1990 et qui ne comprenait que la réserve naturelle intégrale du Tsingy de Bemaraha, est renommé après l'ajout de cinq réserves spéciales ou parc nationaux sur la côte occidentale de l'île : Analamerana, Ankarana, Ankarafantsika, Mikea et Tsimanampetsotsa | 24° 06′ 29″ S, 43° 50′ 17″ E  |       |
| 672         | Baie d'Ha Long – archipel de Cat Ba              | Viêt Nam         | Le site de Cat Ba est aujouté à celui de la baie d'Ha Long, inscrit en 1994 ; le bien est renommé en conséquence. | 20° 49′ 59″ N, 107° 09′ 40″ E |       |
| 1140        | Koutammakou, le pays des Batammariba             | Bénin Togo       | Le bien togolais, inscrit en 2004, est étendu par l'adjonction de sites au Bénin et devient transfrontalier. | 10° 04′ 01″ N, 1° 07′ 59″ E   |       |
| 1584        | Forêts hyrcaniennes                              | Azerbaïdjan Iran | Les forêts mixtes hyrcaniennes de la Caspienne, bien iranien inscrit en 2019, deviennent transfrontalières grâce à l'ajout de deux sites en Azerbaïdjan. | 37° 25′ N, 55° 43′ E          |       |

## Patrimoine en péril

### Inscriptions
Deux biens ukrainiens sont inscrits sur la liste du patrimoine mondial en péril, en conséquence de l'invasion du pays par la Russie. Comme le centre historique d'Odesa (uk), inscrit en urgence lors de la 18e session extraordinaire de janvier 2023, les deux biens ukrainiens sont menacés par les bombardements russes.
| Identifiant | Bien                                                                                              | Pays    | Notes            | Coordonnées                  | Photo |
| ----------- | ------------------------------------------------------------------------------------------------- | ------- | ---------------- | ---------------------------- | ----- |
| 527         | Kiev : cathédrale Sainte-Sophie et ensemble des bâtiments monastiques et laure de Kievo-Petchersk | Ukraine | Inscrit en 1990. | 50° 27′ 10″ N, 30° 30′ 52″ E |       |
| 865         | Lviv - ensemble du centre historique                                                              | Ukraine | Inscrit en 1998. | 49° 50′ 30″ N, 24° 01′ 55″ E |       |

### Retrait
Un site est retiré du patrimoine en péril.
| Identifiant | Bien                                  | Pays    | Notes | Coordonnées                 | Photo |
| ----------- | ------------------------------------- | ------- | --- | --------------------------- | ----- |
| 1022        | Tombeaux des rois du Buganda à Kasubi | Ouganda | Inscrit en 2001, le bien était en péril depuis un incendie en 2010 ; les travaux de restauration menés lui permettent de quitter la liste du patrimoine en péril en 2023. | 0° 19′ 45″ N, 32° 33′ 10″ E |       |